# Harvard Mark IV
El Harvard Mark IV era un computador electrònic de programa emmagatzemat construït per la Universitat Harvard sota la supervisió d'Howard Aiken per a la Força Aèria dels Estats Units. L'computador es va acabar de construir el 1952. Es va quedar a Harvard, on la Força Aèria el va utilitzar àmpliament.
El Mark IV era tot electrònic. El Mark IV 

## Antecessors
Els altres computadors de vàlvules de programa emmagatzemat construïts per la Universitat Harvard sota la supervisió d'Howard Aiken, van ser: el Harvard Mark I, el Harvard Mark II i el Harvard Mark III